# Weymouth
|  | Per a altres significats, vegeu «Weymouth (desambiguació)». |

Weymouth (en català antic Guaimua) és un poble al sud de Dorset (Anglaterra), sobre una badia protegida en la desembocadura del riu Wey, al Canal de la Mànega. Es troba 13 km al sud de Dorchester, la capital del comtat o county town, i 8 km al nord de l'illa de Pórtland. La seva població és de vora 52.150 habitants (2006) i 71.700 en els seus voltants (2001).
Un pont en la ruta A354 connecta Weymouth amb Pórtland, juntament amb la qual forma el burg de Weymouth i Pórtland. La història del lloc es remunta al segle xii i denota un rol d'importància en l'expansió de la pesta negra, la colonització d'Amèrica, l'època georgiana i la Segona Guerra Mundial.
Malgrat que la pesca i el comerç han anat perdent la seva preponderància com a fonts d'ocupació des del seu moment d'esplendor en segles passats, el turisme manté la seva forta presència des del segle xviii. La ciutat continua sent una popular destinació turística i en l'actualitat l'economia local depèn del port i de les platges en la badia de Weymouth. Constitueix a més un punt d'accés a la Costa Juràssica, emplaçada sobre la línia costanera de Dorset i de l'est de Devon i declarada Patrimoni de la Humanitat a causa de les seves particulars geologia i accidents geogràfics. El port de Weymouth és el punt de partida de transbordadors que creuen el canal i amarradero de pots i iots privats. En el proper Port de Pórtland, se situa l'Acadèmia Nacional de Navegació de Weymouth i Pórtland, encarregada dels esdeveniments pertinents a aquesta disciplina en els Jocs Olímpics de Londres 2012.

## Història

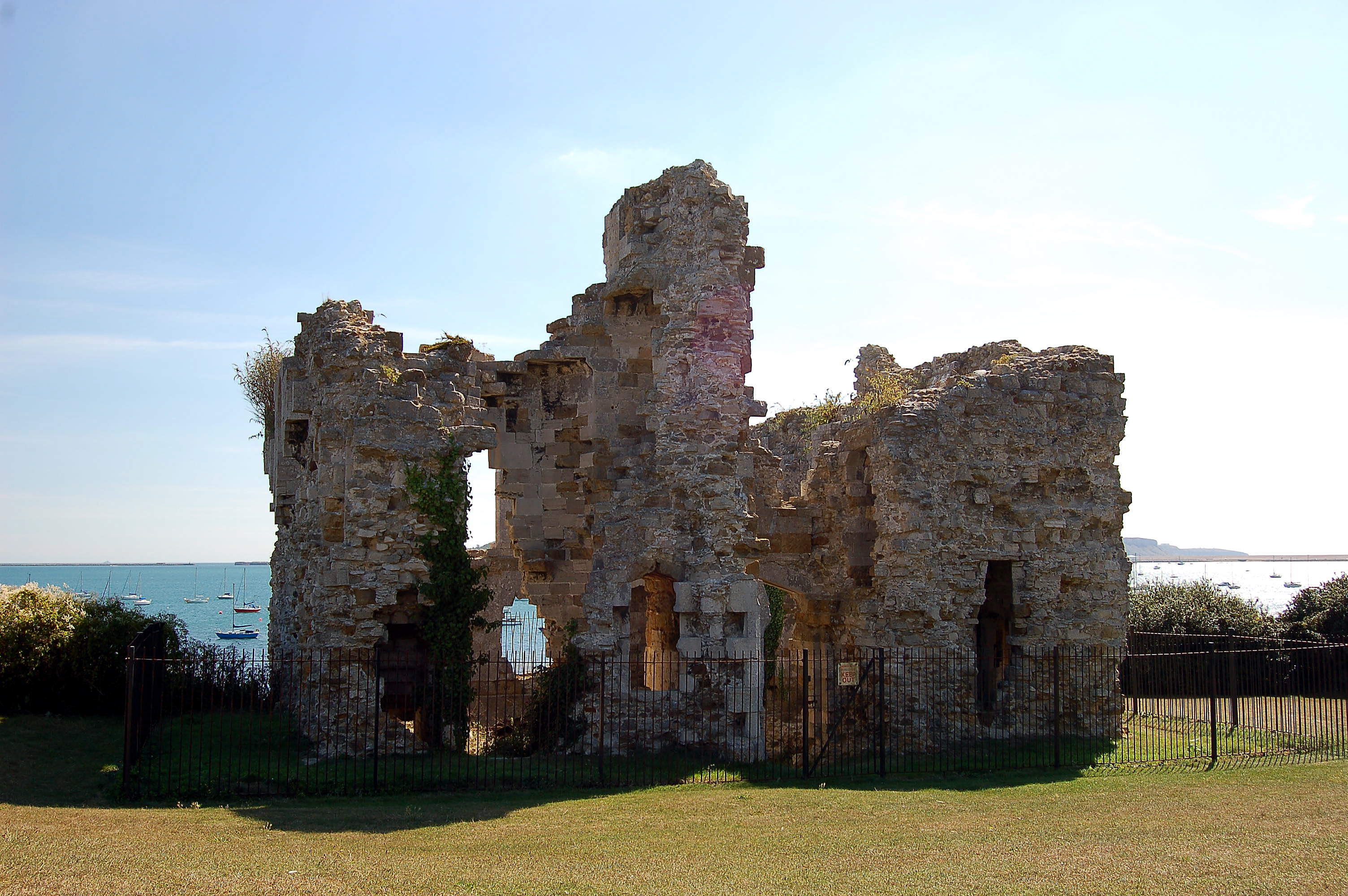
Ruïnes del Castell Sandsfoot, del.

Weymouth es va originar com un assentament sobre un espai reduït al sud i a l'oest del port que porta el seu nom, una regió perifèrica de Wyke Regis. El poble es va desenvolupar a partir del segle xii, però no va ser significant fins al segle xiii. Per a l'any 1252, ja s'havia establert com a port marítim i va esdevenir un borough. Melcombe Regis va evolucionar separadament sobre una península al nord del port; en 1310 es va fer referència a aquesta localitat com un port autoritzat per al comerç de llana.
Es creu que Melcombe Regis va ser el primer port a Anglaterra al que va arribar la Pesta Negra, a bord d'un vaixell d'espècies al juny de 1348. En la seva història primerenca, Weymouth i Melcombe Regis eren rivals en el comerç i la indústria, però es van fusionar en 1571 sota un Acta del Parlament per així formar un borough doble. Aviat ambdues localitats van començar a ser indistintament designades sota el nom de “Weymouth”, malgrat que Melcombe Regis fos el principal centre urbà. Els poblats d'Upwey, Broadwey, Preston, Wyke Regis, Chickerell, Southill, Radipole i Littlemoor van restar dins dels límits del borough.
Durant la Guerra Civil Anglesa, al voltant de 250 persones van morir en la Conspiració Crabchurch al febrer de 1645. En 1635, al voltant de cent emigrants del poble es van embarcar en el Charity per creuar l'oceà Atlàntic i assentar-se en Weymouth (Massachusetts). Uns altres van emigrar a Amèrica per reforçar la població de Weymouth (Nova Escòcia) i de Salem (Massachusetts), la qual hauria de convertir-se en impopular a causa dels famosos Judicis de Salem relacionats amb la bruixeria.

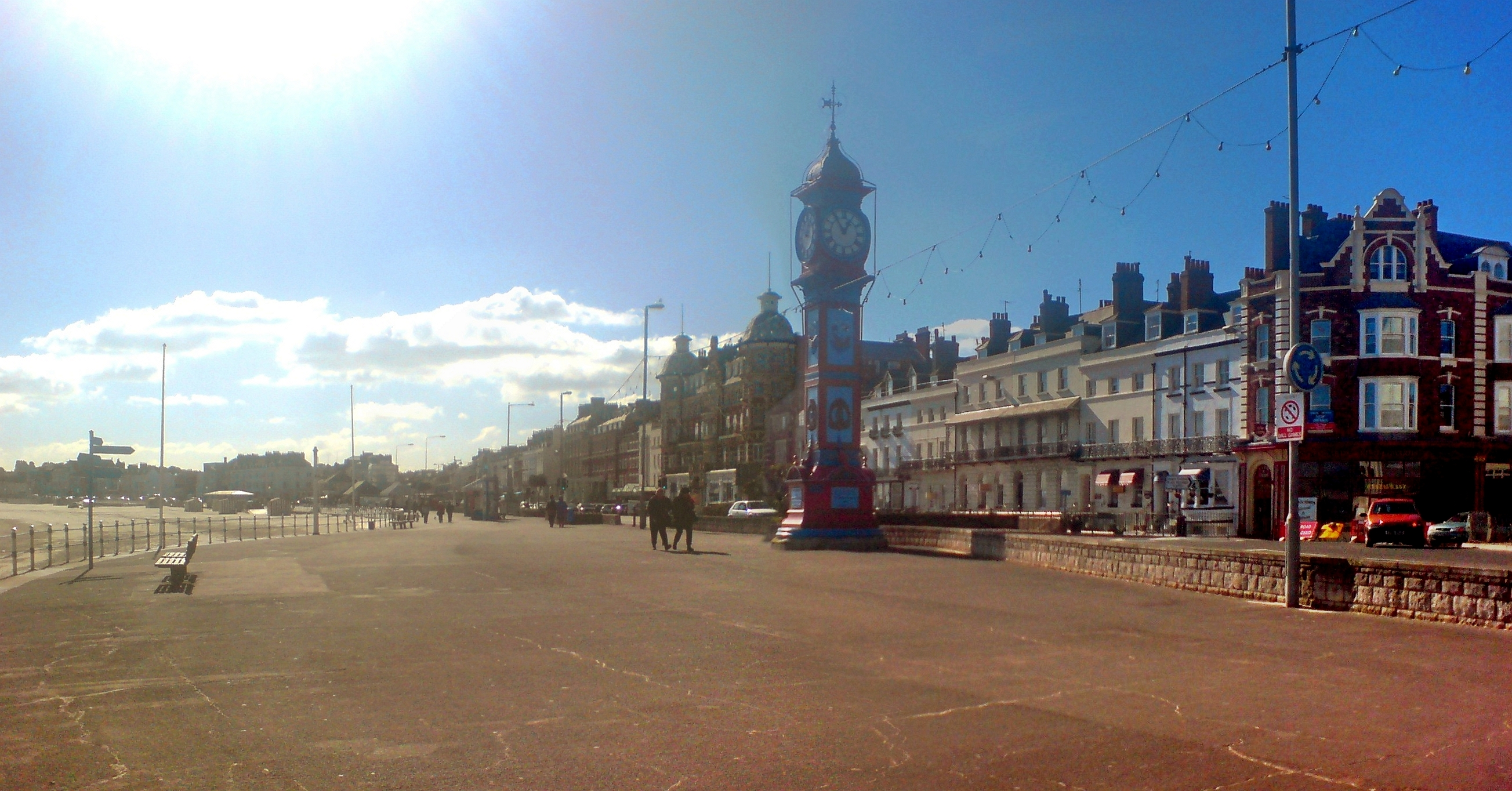
The Esplanade, en Melcombe Regis, mostrant exemples d'arquitectura georgiana i el Jubilee Clock de la reina Victoria.

El destacat arquitecte Sir Christopher Wren va esdevenir MP (Membre del Parlament) per Weymouth en 1702 i va estar a càrrec del control de les pedreres de Pórtland des de 1675 fins a 1717. Va reconstruir parts de la Catedral de Sant Pablo i del Palau de Buckingham destruïdes en el Gran Incendi de Londres de 1666 utilitzant la pedra de Pórtland, la coneguda roca calcària extreta de l'illa homònima. Sir James Thornhill, nascut en Melcombe Regis el 25 de juliol de 1675 o 1676, va començar a ocupar el càrrec de MP per Weymouth en 1722. Thornhill esdevingué un famós artista i coincidentment va ser qui va decorar l'interior de la Catedral de Sant Pablo.
Weymouth va començar a destacar-se des d'un punt de vista turístic des que el rei Jorge III va passar les seves vacances d'estiu allí en catorze oportunitats entre 1789 i 1805. En el seu honor va ser erigida una estàtua de si enfront del mar i es va tallar en guix d'Osmington una figura del monarca muntant un cavall blanc. El cavall es troba en adreça oposada a la ciutat, com si s'estigués allunyant d'ella, fet que, segons afirma el mite, va ofendre al rei, qui va pensar no era ben rebut pels habitants, i va produir posteriorment el suïcidi del dissenyador.

La Badia de Weymouth, oli del pintor romàntic John Constable.

Enfront de la línia costanera, en una zona anomenada the Esplanade, s'ordena una successió de terraced houses, que en l'actualitat han estat convertides en departaments, negocis, hotels i pensions. Aquells edificis van ser construïts entre 1770 i 1885, durant els períodes georgiano i de la regència, havent estat dissenyats per reconeguts arquitectes, tals com James Hamilton, i generalment encarregats per empresaris adinerats, incloent als quals van estar involucrats en el creixement de la ciutat de Bath. Les terraced houses formen un llarg i continu arc enfrontat a la badia de Weymouth al llarg de the Esplanade, on a més es troba el Rellotge de l'Aniversari o Jubilee Clock, erigit en 1887 per commemorar l'any número 50 del regnat de Victoria. Els monuments en honor de la reina Victoria, al rei Jorge III i a Sir Henry Edwards, Membre del Parlament pel borough des de 1867 fins a 1885, i altres dos en memòria de la guerra es troben en the Esplanade.
Al centre de la ciutat se situa el port de Weymouth. Malgrat haver estat la raó de la fundació del poble, efectivament separa les àrees de Melcombe Regis (el principal centre urbà) i de Weymouth (a la zona meridional del port). Des del segle xviii, aquesta barrera ha estat anul·lada com a tal per mitjà de la construcció de successius ponts que travessen la part més estreta del mateix. El pont actual, Town Bridge, construït el 1930, és un pont levadizo que permet l'accés dels pots al Port Esportiu de Weymouth.
Weymouth i Pórtland van ser blanc dels bombardejos alemanys durant la Segona Guerra Mundial a causa de la seva importància militar; en el Port de Pórtland existia una gran base naval i el Fort Nothe estava situat en Weymouth. 517.816 soldats es van embarcar des del borough per lluitar en la batalla de Normandia i la bomba de rebot va ser provada en la llacuna Fleet a l'oest de la localitat. La història local està documentada en el Museu Timewalk, en Brewers Quay. L'antiga fàbrica de cervesa constitueix en l'actualitat una atracció turística en la riba meridional del port de Weymouth.

## Política i govern

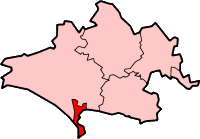
Weymouth i Pórtland en Dorset.

El districte de Weymouth i Pórtland es va formar l'1 d'abril de 1974 sota la Llei de Govern Local de 1972 en fusionar-se el borough de Weymouth i Melcombe Regis i el districte urbà de Pórtland. L'actual districte es divideix en 15 wards per a les eleccions, dotze dels quals cobreixen la superfície de Weymouth. Les eleccions tenen lloc cada quatre anys. L'actual alcaldessa de Weymouth i Pórtland —any 2010— és Anne Kenwood (Partit Laborista), sent Paul Kimber (Partit Laborista) el vicealcalde.
Weymouth, Pórtland i el districte de Purbeck es troben dins del districte electoral parlamentari de South Dorset, creat en 1885. El mateix tria un Membre del Parlament, càrrec ocupat en l'actualitat per Jim Knight (Partit Laborista), qui és a més Ministre d'Estat d'Escoles. South Dorset, la resta del Sud-oest d'Anglaterra i Gibraltar conformen el districte electoral del Sud-oest d'Anglaterra del Parlament Europeu.
En les eleccions de 2001, Jim Knight es va assegurar el seient al Parlament en representació de South Dorset amb un escàs marge d'amb prou feines 153 vots sobre el segon candidat, convertint-ho en el MP que havia guanyat amb el menor avantatge en les eleccions d'aquest any. Knight esperava tenir altres eleccions difícils el 2005; no obstant això, aquesta vegada va guanyar per un marge d'1.812 vots, fet que segurament va estar vinculat amb la campanya anti-conservadora duta a terme pel cantant Billy Bragg i que va contrastar amb el succeït en altres àrees en les quals el Partit Laborista va sofrir un declivi en la seva popularitat.
Weymouth i Pórtland és ciutat germana de la localitat alemanya de Holzwickede, en Renania del Nord-Westfàlia, des de 1986 i de la localitat francesa de Louviers, en el departament d'Eure (Alta Normandia), des de 1959.

## Geografia

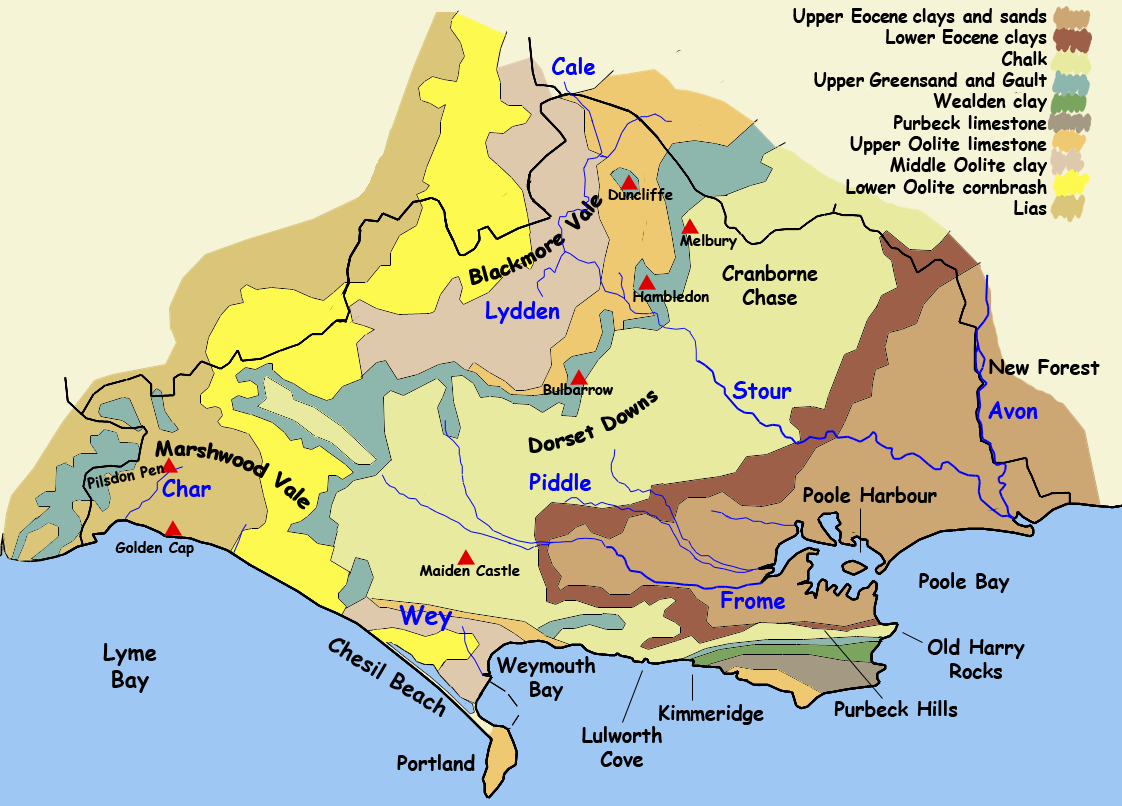
Mapa geològic de Dorset.

Weymouth es troba emplaçat en la riba occidental de la badia de Weymouth, en la costa meridional d'Anglaterra, 195 km a l'oest-sud-oest de Londres. Les seves coordenades geogràfiques són 50°36′47″N 2°27′25″O / 50.61306, -2.45694. El terreny sobre el qual s'alça la localitat és un sòl feble de sorra i roca d'argila, havent estat aquest erosionat en la major part de la costa de Dorset, excepte en estretes franges en Lulworth Cove, Swanage i Durdle Door. Les febles pedres de Weymouth són protegides per Chesil Beach i per l'Illa de Pórtland, composta de forta roca calcària i situada 3 km al sud de la costa i 8 km al sud del centre de la ciutat. L'illa afecta les marees de la zona i produeix dues baixades en la badia de Weymouth i en el Port de Pórtland.
Existeixen dos llacs en el borough, tots dos reserves naturals de la Reial Societat per a la Protecció de les Aus: el llac Radipole, situat al centre de la ciutat, i Lodmoor, entre el centre i Preston. El llac Radipole, la més gran entre les dues reserves, i la desembocadura del riu Wey abans de fondre's amb el port de Weymouth, són un hàbitat important per als peixos, les aus migratòries i més de 200 espècies de plantes. Radipole constitueix una important atracció turística, i tant aquest com Chesil Beach se situen molt prop del centre. En total, hi ha 48 reserves naturals de diferents tipus en el borough, incloent onze Llocs d'Especial Interès Científic, els quals cobreixen una àrea de 8 km².

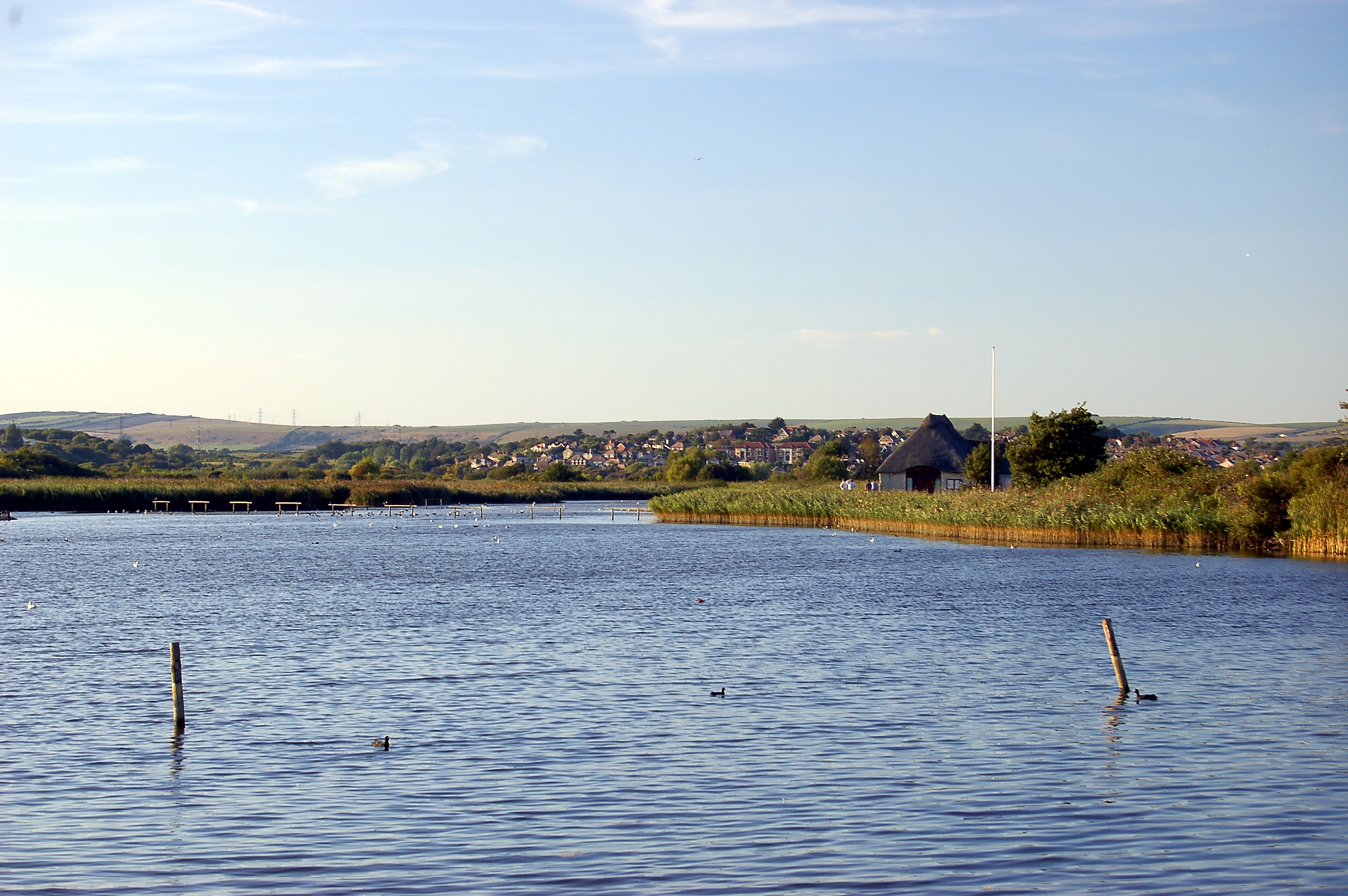
El llac Radipole és una reserva natural situada prop del centre de la ciutat.

Weymouth és l'assentament urbà més gran del Dorset no metropolità, fins i tot major que Dorchester, la capital del comtat, situada més al nord. Això va produir que es convertís en un centre d'activitats diverses per a les poblacions limítrofes. Una escarpada formació de guix anomenat South Dorset Downs separa a ambdues localitats; allí l'agricultura no és tan practicada com al centre i el nord de Dorset, però així i tot hi ha granges de producció de llet i amb terres arables. Existeixen nombrosos pobles a l'àrea, incloent Wyke Regis, Chickerell i Osmington.
La sorra i l'argila sobre la qual Weymouth descansa es troben a una baixa altitud: grans zones jeuen sota el nivell del mar, la qual cosa produeix que l'est de la ciutat s'inundi en tempestes de pressió extremadament baixa. En les dècades de 1980 i 1990 es va edificar un mur al voltant del port de Weymouth i al llarg del camí costaner de Preston per solucionar el problema; una paret d'enderrocs erigida en Greenhill i altres obres de protecció de marges que arribaven a Preston han creat una àmplia platja, assegurant que els terrenys baixos al voltant Lodmoor no s'inundin. Les obres en Preston, la terminal de transbordadors i l'eixamplament de the Esplanade han canviat el règim de sediments en la badia de Weymouth per obtenir platges més estretes en Greenhill i més amples en Weymouth. Un estudi dut a terme com a part dels projectes de restauració del complex del teatre Weymouth Pavilion va demostrar que la construcció del nou port esportiu contribuiria lleument a accentuar l'esmentat fenomen; no obstant això, les sorres dragadas durant l'edificació del mateix podrien ser usades per fer les platges uns 40 metres més àmplies.

### Clima
A causa de la seva localització en el sud-oest d'Anglaterra, Weymouth presenta un clima temperat (Classificació climàtica de Köppen: Cfb) amb una petita variació en les temperatures diàries i anuals. La temperatura mitjana mitjana des de 1971 al 2000 va ser d'entre 10,2 i 12 °C. El mes més càlid és agost amb una amplitud tèrmica d'entre 13,3 i 20,4 °C, i el més fred, febrer, amb una amplitud d'entre 3,1 i 8,3 °C. Les temperatures màximes i mínimes de tot l'any són superiors a les de la mitjana d'Anglaterra. La temperatura mitjana de la superfície del mar oscil·la entre els 7 °C al febrer i els 17,2 °C a l'agost.
| Mitjanes climatològiques de Weymouth i Pórtland            | Mitjanes climatològiques de Weymouth i Pórtland | Mitjanes climatològiques de Weymouth i Pórtland | Mitjanes climatològiques de Weymouth i Pórtland | Mitjanes climatològiques de Weymouth i Pórtland | Mitjanes climatològiques de Weymouth i Pórtland | Mitjanes climatològiques de Weymouth i Pórtland | Mitjanes climatològiques de Weymouth i Pórtland | Mitjanes climatològiques de Weymouth i Pórtland | Mitjanes climatològiques de Weymouth i Pórtland | Mitjanes climatològiques de Weymouth i Pórtland | Mitjanes climatològiques de Weymouth i Pórtland | Mitjanes climatològiques de Weymouth i Pórtland | Mitjanes climatològiques de Weymouth i Pórtland | Mitjanes climatològiques de Weymouth i Pórtland |
| Mes                                                        | Gen                                             | Febr                                            | Mar                                             | Abr                                             | Maig                                            | Juny                                            | Jul                                             | Ag                                              | Set                                             | Oct                                             | Nov                                             | Des                                             | Any                                             |                                                 |
| ---------------------------------------------------------- | ----------------------------------------------- | ----------------------------------------------- | ----------------------------------------------- | ----------------------------------------------- | ----------------------------------------------- | ----------------------------------------------- | ----------------------------------------------- | ----------------------------------------------- | ----------------------------------------------- | ----------------------------------------------- | ----------------------------------------------- | ----------------------------------------------- | ----------------------------------------------- | ----------------------------------------------- |
| Temperatura màxima mitjan (°C)                             | 8,6                                             | 8,4                                             | 10,2                                            | 12,3                                            | 15,3                                            | 17,7                                            | 19,7                                            | 20,1                                            | 18,4                                            | 15,2                                            | 11,8                                            | 9,2                                             | 13,9                                            |                                                 |
| Temperatura mitjana (°C)                                   | 6,4                                             | 6,1                                             | 7,6                                             | 9,3                                             | 12,2                                            | 14,7                                            | 16,8                                            | 17,1                                            | 15,5                                            | 12,7                                            | 9,5                                             | 6,9                                             | 11,2                                            |                                                 |
| Temperatura mínima mitjana (°C)                            | 4,1                                             | 3,7                                             | 4,9                                             | 6,2                                             | 9,1                                             | 11,7                                            | 13,9                                            | 14,1                                            | 12,5                                            | 10,2                                            | 7,2                                             | 4,6                                             | 8,5                                             |                                                 |
| Hores de sol mitjanes                                      | 66,8                                            | 91,1                                            | 133,6                                           | 200,3                                           | 228,5                                           | 229,1                                           | 243,6                                           | 227,7                                           | 175,5                                           | 126,3                                           | 84,3                                            | 62,9                                            | 1869,8                                          |                                                 |
| Precipitacions mitjanes (mm)                               | 78,5                                            | 58,3                                            | 58,0                                            | 49,4                                            | 44,7                                            | 40,2                                            | 35,9                                            | 50,0                                            | 55,8                                            | 85,3                                            | 88,7                                            | 85,5                                            | 730,3                                           |                                                 |
| Informació obtinguda entre: Met Office (Mitjana 1981–2010) |                                                 |                                                 |                                                 |                                                 |                                                 |                                                 |                                                 |                                                 |                                                 |                                                 |                                                 |                                                 |                                                 |                                                 |

El borough de Weymouth i Pórtland, juntament amb la resta de la costa sud, té sovint el clima més assolellat del Regne Unit. Weymouth i Pórtland va tenir una mitjana d'1.768,4 hores de sol anuals entre 1971 i el 2000, que és amb prou feines per sobre del 40% del màxim d'hores de sol possibles i 32% per sobre de la mitjana del Regne Unit d'1.339,7 hores. En quatre dels últims nou anys, va haver-hi més de 2.000 hores de sol. Desembre és el mes més ennuvolat, amb una mitjana de 55,7 hores de sol, i juliol, el més assolellat, amb una mitjana de 235,1 hores; els totals d'hores de sol de tots els mesos es troben bastant per sobre de la mitjana del Regne Unit. El mes més plujós és desembre, amb una mitjana de 90,9 mm de pluja, i el més sec, juliol, amb una mitjana de 35,6 mm. En tot el país, aquest mínim de pluja a l'estiu només es dona en la costa sud d'Anglaterra. La mitjana anual de pluja de 751,7 mm es troba bastant per sota de la mitjana nacional amb 1.125,0 mm, i els totals mensuals de pluja al llarg de l'any també són inferiors als de la mitjana del Regne Unit.

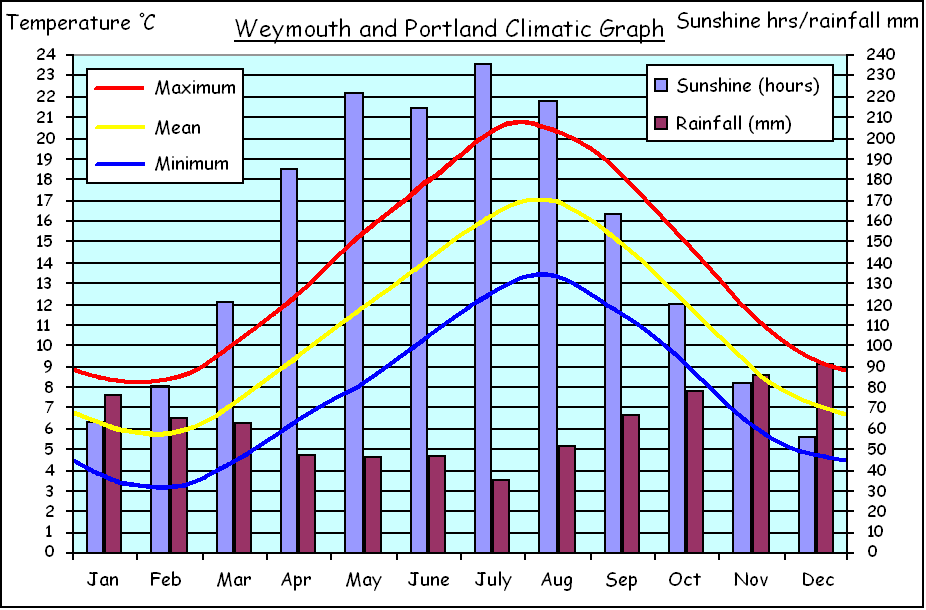
Gràfic climàtic de Weymouth i Pórtland.

La baixa altitud de la zona i l'efecte templador dels llacs i dels mars suaus d'al voltant mantenen les temperatures nocturnes per sobre del punt de congelació, fent del gebre alguna cosa molt poc freqüent: en mitjana hi ha gebre només vuit vegades per any, enfront de l'àmpliament superior mitjana anual del Regne Unit de 55,6 dies amb gebre. Els dies amb neu són igualment inusuals: en mitjana, de zero a sis dies per any; gairebé tots els hiverns tenen un dia o menys amb caiguda de neu. Si bé es registren ocasionals caigudes de neu o aiguaneu (un parell de vegades a l'hivern cada any), és molt inusual que arribin a acumular-se sobre el sòl, a causa que les àrees baixes costaneres del sud-oest experimenten els hiverns menys crus del Regne Unit. La temporada de cultius en Weymouth i Pórtland dura de nou a dotze mesos per any.

## Demografia
| Religió      | %     |
| ------------ | ----- |
| Budistes     | 0,21  |
| Cristians    | 74,67 |
| Hindús       | 0,03  |
| Jueus        | 0,12  |
| Musulmans    | 0,30  |
| Irreligiosos | 15,89 |
| Uns altres   | 0,32  |
| Sikhs        | 0,03  |
| No declarats | 8,43  |

La població ha estat en constant creixement des de la dècada de 1970, principalment a causa de la immigració. A mitjan 2006, la població estimada de Weymouth era de 52.150 habitants, distribuïda en una àrea edificada de 18,5 km², la qual cosa donava una densitat demogràfica d'aproximadament 2.800 residents per km². Aquella xifra ascendia els 71.700 pobladors (dades de 2001) si es considerava la zona d'influència comercial. Dels 50.917 habitants registrats en el cens de 2001, 26.496 eren dones (52,0%) i 24.421, homes (48,0%), sent aquests percentatges semblants als del comtat (51,7% i 48,3%). En el mateix any, hi havia 23.405 llars en la localitat; juntament amb les altres 1.776 habitatges construïts entre 2002 i 2009, dona un total de 25.181 llars. La gran majoria dels habitants són natius d'Anglaterra, i el 98,8% dels residents són de raça blanca, amb prou feines per sobre de la mitjana general de Dorset (98,7%). La religió predominant en Weymouth i Pórtland és el cristianisme (poc menys del 75% de la població), mentre que gairebé el 16% es declara irreligioso.
La proporció de població d'entre 60 i 84 anys (23,2%) és major a la de la mitjana d'Anglaterra, encara que menor a la de Dorset (26,2%); la major part de la població té una edat d'entre 18 i 44 anys (32,4%), xifra que es troba per sobre de la mitjana del comtat (29,6%). La població econòmicament activa (de 16 a 74 anys) és de 23.703 persones (2001), de les quals el 21,4% són emprats de mig temps, un 57,1% són emprats de temps complet i el 13,8% treballa de manera independent (en comparació al 20,9%, 55,3% i 17,6% al comtat en general). l'taxa de desocupació és baixa (4,3%), però així i tot més alta que la de Dorset (3,1%). En 2001, el 21,5% de la població va manifestar sofrir una malaltia o discapacitat permanent o perllongada, el 9,9% va declarar que no gaudia de bona salut i el 66,4% es va identificar com a saludable, mentre que al comtat aquestes xifres són del 19,2%, 8,4% i 68,1% respectivament.
El preu de les propietats en Weymouth és relativament alt si l'hi compara amb l'estàndard del Regne Unit, però prop del normal per al sud d'Anglaterra. En el període juliol-setembre de 2009, el preu mitjana per una detached house —aquell habitatge unifamiliar que no té cap edifici adossat— era de £274.652; les semi-detached houses —les que es troben adherides a una altra casa per un dels seus costats— i les terraced houses —aquelles que formen part d'una filera de cases unides entre si— eren més econòmiques, amb un preu mitjana de £194,345 i £175,678, respectivament. Un apartament costava al voltant de £146,566. En 2001, el 26,1% de les llars no comptava amb cap automòbil; el 46,9% tenia un; el 22,3% tenia dos automòbils, i el 4,7% tenia tres o més.
Segons dades de 2008/2009, la taxa delictiva de Weymouth es troba per sota de la mitjana nacional i regional: es van registrar 7,9 robatoris per cada mil cases en la localitat; 8,2 en el Sud-oest d'Anglaterra, i 12,2 a Anglaterra i Gal·les. No obstant això, aquella xifra supera la del comtat, amb 4,1 robatoris en cases en Dorset.

## Economia

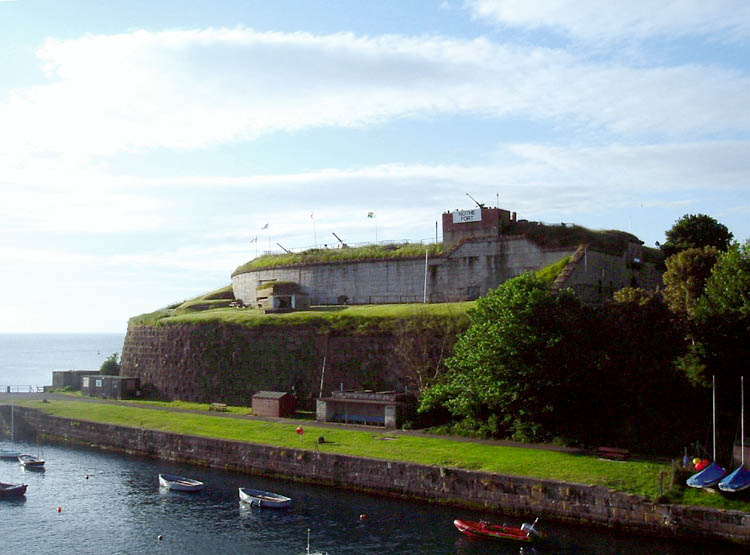
El Fort Nothe és en l'actualitat un dels museus de la ciutat.

El turisme ha estat la principal indústria en Weymouth durant dècades, encara que la quantitat d'empleats en el sector s'ha reduït lleument des dels seus millors moments a la fi de la dècada de 1990. Existeixen al voltant de cent esdeveniments duts a terme en el borough al llarg de l'any, incloent festivals de focs artificials, carreres de vaixells-dracs, competències de vóley platja, handball i motocròs, i el carnestoltes anual a mitjan agost que atreu a 70.000 visitants cada any. Weymouth és l'únic port a tot el món a haver-hi estat el punt de partida de les Tall Ships' Races en tres oportunitats: en 1983, 1987 i 1994; els esdeveniments d'aquell darrer any van atreure 300.000 espectadors.
Els dos llacs de Weymouth, els seus museus, aquari, parc de skate, dos centres comercials i la costa constitueixen les principals atraccions turístiques. Existeixen llocs per a cases rodants i per acampar als afores, hotels enfront del mar i centenars de pensions prop del centre de la ciutat. Situat aproximadament en el mitjà de la Costa Juràsica, a través de Weymouth es pot ingressar a aquest Patrimoni de la Humanitat; la Costa Juràsica s'estén per 153 km de línia costanera en Dorset i l'est de Devon i es destaca per la seva geologia i accidents geogràfics. La Sendera de la Costa Sud-oest té dues rutes per recórrer Weymouth i Pòrtland: una de les quals voreja la costa i l'altra passa al llarg dels South Dorset Downs, la qual redueix la llargada de la sendera de 31 km. Amb 1.014 km, constitueix la sendera per recórrer a peu més llarga en el Regne Unit.

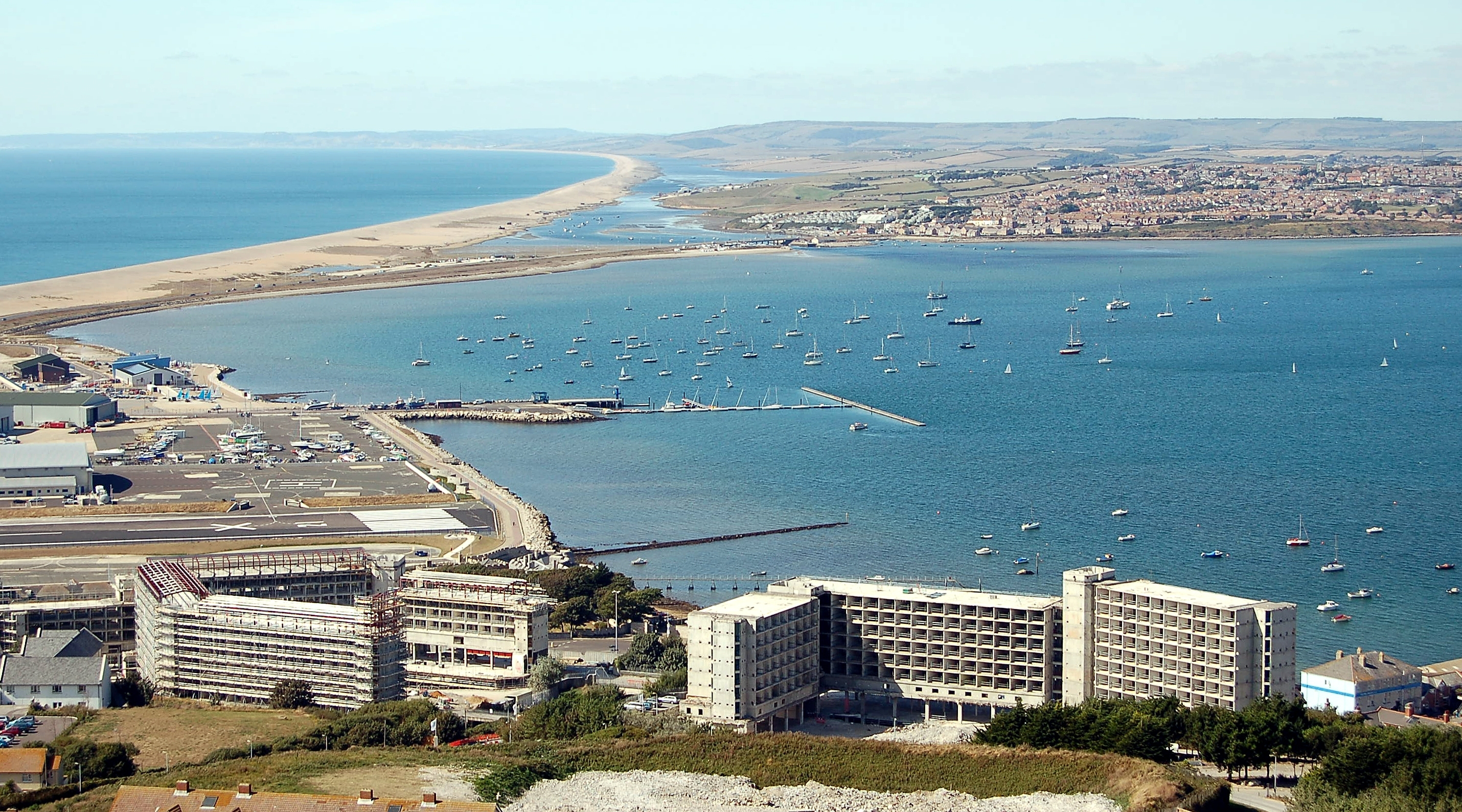
Vista de Weymouth, Wyke Regis i del Port de Pòrtland des de l'Illa de Pórtland.

El teatre Weymouth Pavilion va ser construït el 1960 en una península situada entre el port i the Esplanade, després que el Ritz es cremés el 1954. El teatre pertany al Consell del borough de Weymouth i Pórtland i és administrat pel mateix. En 2006, es va anunciar que el centre del Pavilion i quatre hectàrees dels voltants es reconstruirien enterament entre els anys 2007 i 2011, a temps pels Jocs Olímpics de Londres 2012. El centre que es planifica de construir inclou el teatre renovat, un centre de visitants de la Costa Juràsica, una estació de transbordadors, un hotel 4 estels d'entre 120 i 150 llits, un estacionament cobert, una galeria comercial, oficines, departaments de luxe i uns altres més econòmics, cases, places públiques, rambles i un port esportiu.
Com a part de la refacción urbana de Weymouth i Pórtland, es va decidir que el 2007 the Esplanade fos reacondicionada pels Jocs Olímpics. Les millores planejades per a aquesta part de la ciutat inclouen una nova plaça pública amb l'estàtua del rei Jorge III, la restauració i ampliació del Pier Bandstand (l'edifici del qual és un exemple de Art Decó), una oficina de turisme amb un cafè, marquesines d'estil victorià, kioscos de temporada, un centre de rescats a la platja i un pavelló per a les escultures en sorra de Mark Anderson. S'estan planejant també altres modificacions en aquesta zona, particularment en àrees clau com el Jubilee Clock i el Pier Bandstand, incloent un nou projecte d'il·luminació i d'àrees de descans amb plantes, fonts i arbres. S'espera que totes les propostes siguin sotmeses a la consulta pública abans que les modificacions acceptades per la població comencin en 2008 per ser concloses abans de 2012.

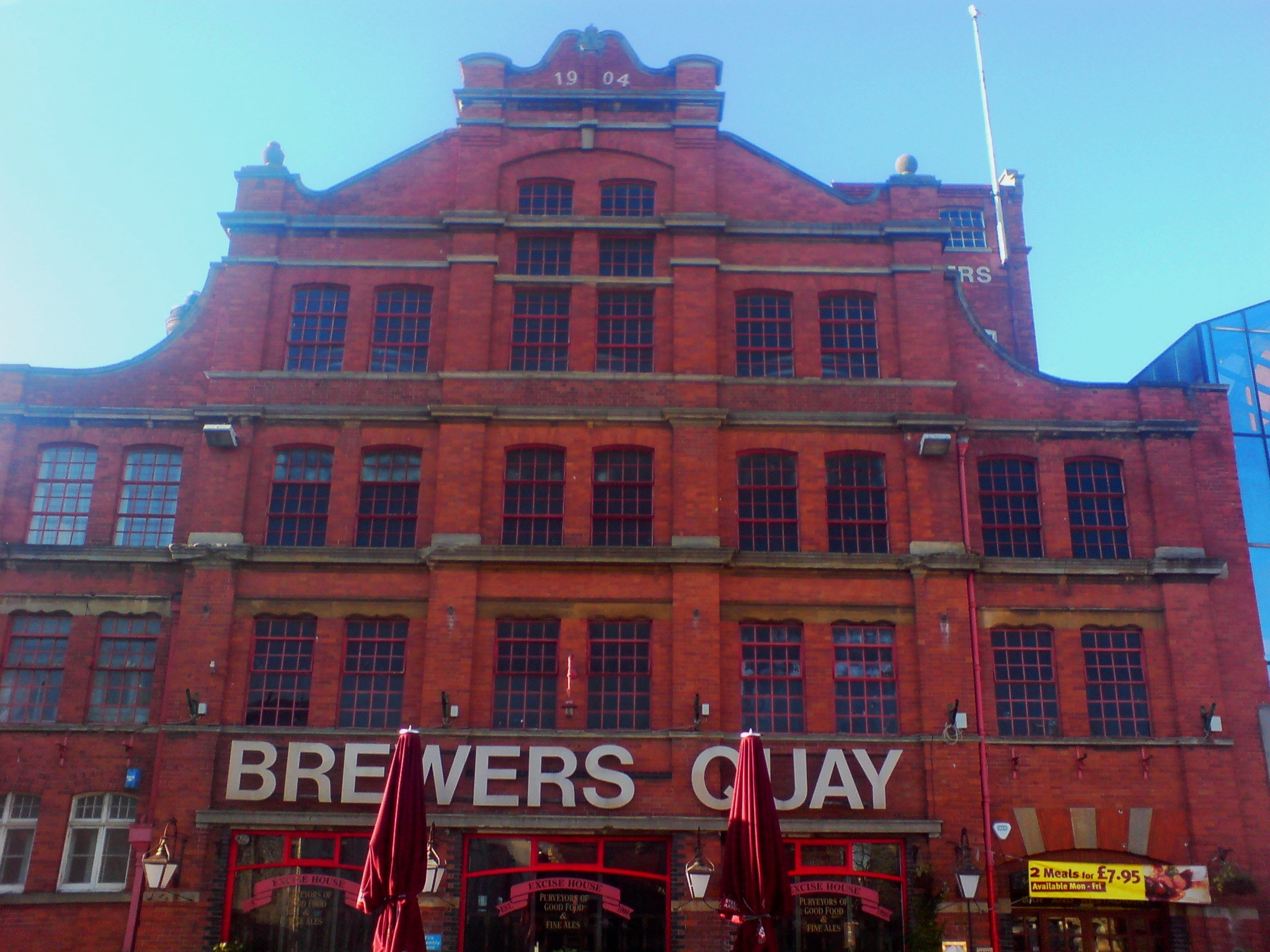
Brewers Quay, museu i centre comercial situat al costat del port.

El port de Weymouth, llarg i estret, està format per l'estuari del riu Wey. Era usat com atracadero d'una gran flota pesquera, i durant segles va ser important per al transport de passatgers i de carregaments i per al comerç. Les mercaderies més freqüents en el port incloïen llana i espècies, i al segle xx Weymouth va ser un gran importador de fertilitzants. El vell port, situat prop de l'extrem més proper a mar obert del port actual, encara brinda refugi a una flota pesquera significant i té molls, zones de descàrrega i una terminal de transbordadors. La pesca i el comerç són fonts d'ocupació menys importants en l'economia local des que van aconseguir el seu moment d'esplendor en segles passats; així i tot, el port de Weymouth té el major pesaje anual de peix a Anglaterra i el tercer en tot el Regne Unit. La part interior del port va ser refaccionada en dues fases (entre 1994 i 1996, i el 2002) per incloure un nou port esportiu amb centenars de amarradors per a vaixells de lleure, creuers i velers. Existeixen també pots que ofereixen passejos al llarg de la Costa Juràsica i a l'Illa de Pórtland.
El principal centre comercial es troba en Melcombe Regis i consisteix en dos carrers per als vianants (St. Thomas's i St. Mary's Street), negocis addicionals al llarg de the Esplanade i una nova zona entre St. Thomas's Street i el port construïda en la dècada de 1990. A més, hi ha negocis en Brewers Quay, també per als pedestres, que es troba unida al centre de la ciutat per un pont i un servei de transbordadors que travessa el port. En 2005, hi havia 292 negocis al centre de la ciutat i 37.500 m² coberts; existien uns 0,4 km² d'espai industrial a l'àrea. La companyia de modes New look té la seu principal en Weymouth, i el 2007 es va aprovar el projecte per recondicionar el seu centre, el qual comprèn la construcció d'un nou edifici principal, dipòsits per a les vendes al detall i unitats industrials, un hotel, una estació de bombers i un centre mèdic.

## Transport

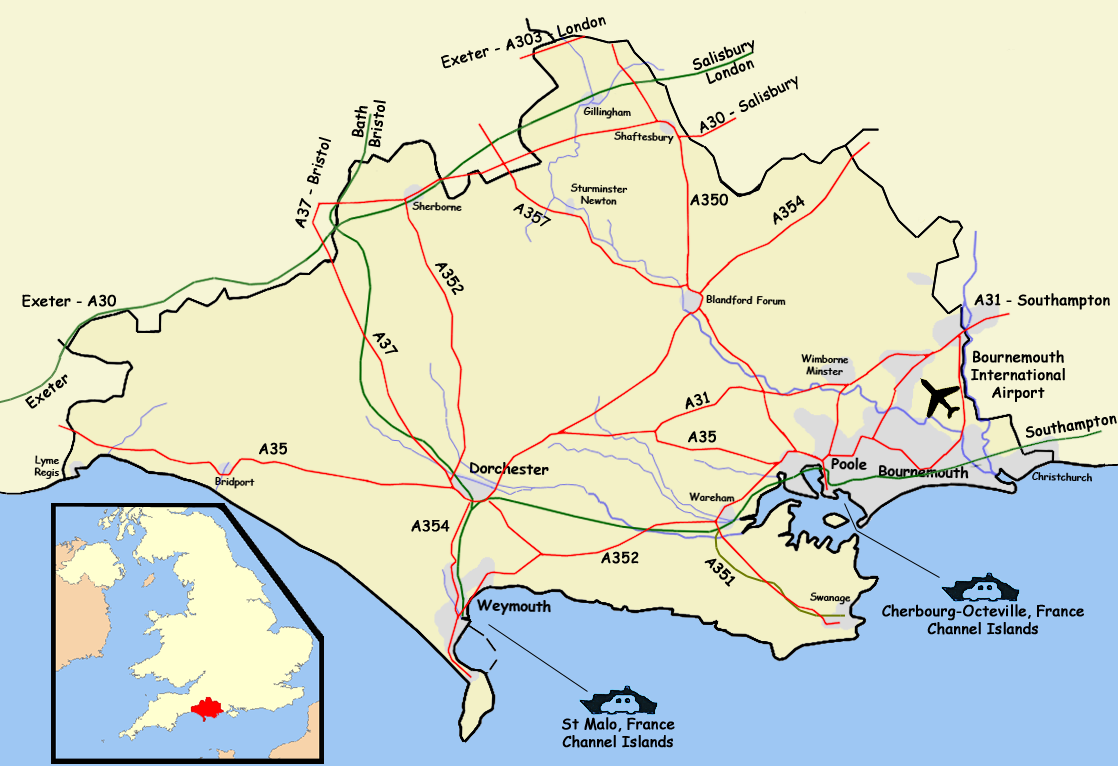
Les rutes A353 i A354, el servei de transbordadors de Condor Ferries, i les línies de trens South Western Main Line i Heart of Wessex Line porten a Weymouth.

L'Estació de Ferrocarril de Weymouth és el final de la South Western Main Line que comença en l'Estació de Waterloo, a Londres, i de la Heart of Wessex Line que comença en Bristol i passa per Westbury. La grandària d'aquella primera estació era apropiat com per proveir serveis eficients als passatgers que arribaven i partien en els congestionats dissabtes d'estiu; no obstant això, quan els trens van deixar de ser tan populars ja no es va justificar la seva gran grandària i va acabar sent demolida en 1986. En el seu lloc, es va construir una estació més petita i l'espai sobrant va ser consagrat al desenvolupament comercial. Algunes parts de la South Western Main Line situades a l'oest de Poole que anteriorment comptaven amb dos carrils han estat reduïdes per passar a tenir només un; com a part dels preparatius dels Jocs Olímpics, els consells locals han pressionat al Departament de Transport a incrementar els serveis a Londres i a Bristol i a introduir nous serveis directes a Exeter. Els viatges a l'Estació de Waterloo van començar a sortir cada 30 minuts al desembre de 2007, però els serveis a través de Bristol i Cardiff van cessar.
Una característica particular dels trens en Weymouth va ser que fins a 1987 viatjaven a través dels carrers de la ciutat al llarg del Weymouth Harbour Tramway fins a l'Estació Quay en l'extrem oriental del port. A causa d'un declivi en el negoci ferroviari, el transport de béns amb tramvia va cessar el 1972, però els serveis a passatgers van continuar fins a 1987, quan va tancar també al públic a causa de l'escassetat d'usuaris. En l'Estació Quay se situa la terminal de transbordadors Condor Ferries, el principal port dels quals en el Regne Unit és justament Weymouth; el HSC Condor Express va des de Weymouth fins al port francès de Saint-Dolent i a les Illes del Canal de Guernsey i Jersey.

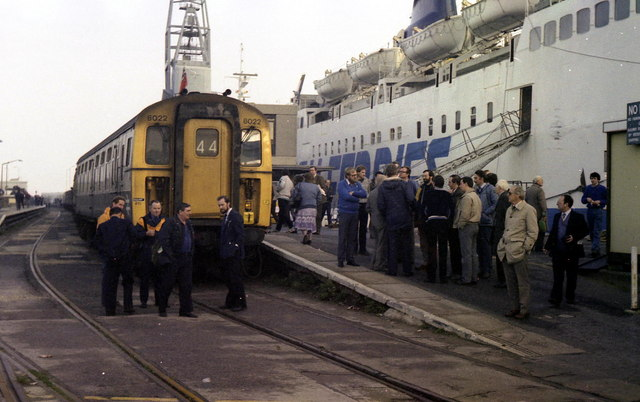
Estació Quay el 1986.

El servei local d'autobusos és proveït per FirstGroup, la qual va comprar la Southern National Company. Hi ha viatges a Pòrtland, Dorchester, Bournemouth, Wool, Beaminster, Axminster, altres localitats i a l'els Holiday Parks a la ciutat mateixa. Weymouth es comunica amb les ciutats i pobles de la Costa Juràsica per mitjà del Jurassic Coast Bus service, el qual recorre una ruta de 142 km des de Exeter a Poole a través de Sidford, Beer, Seaton, Lyme Regis, Charmouth, Bridport, Abbotsbury, Weymouth, Wool i Wareham.
La ruta A354 connecta a la ciutat amb l'A35 en Dorchester i acaba en Easton, a l'Illa de Pórtland. L'A353 s'estén des de Weymouth en adreça aquest cap al sud de Warmwell, on es connecta amb l'A352 que va a l'Illa de Purbeck i a Wareham. En la dècada de 1980 el centre de la ciutat estava circunvalado per la A354 que va a Pórtland, però la política governamental pel que concerneix la construcció de carreteres va canviar abans que el projecte pogués ser completat. La congestionada A354 segueix el seu curs original a través d'Upwey i Broadwey, on els embotellaments són comuns en la temporada alta turística, particularment en els dies en els quals es duen a terme esdeveniments importants com el carnestoltes.
La construcció d'una ruta que alleugés aquests problemes de tràfic va ser demorada per l'oposició de grups ecològics i d'habitants, entre ells el Transport 2000 i la Campaign to Protect Rural England, que van objectar davant la parcial destrucció d'una reserva natural declarada Àrea de Destacada Bellesa Natural i Lloc d'Especial Interès Científic. No obstant això, atès que Weymouth i Pórtland estaran a càrrec dels esdeveniments de navegació en els Jocs Olímpics, el projecte s'ha engegat novament i les autoritats locals van afavorir una proposta menys nociva per al medi ambient que la de la dècada de 1990. El 5 d'abril de 2007, el Consell del Comtat de Dorset va aprovar una proposta que consistia en una ruta d'un només carril que s'estenia 7 km cap al nord i un projecte per a la construcció d'una zona d'estacionament amb capacitat per a mil vehicles; en conjunt, costarien 84,5 milions de lliures. Les obres van començar en 2008 i s'espera que hagin conclòs en tres anys, a temps per als esdeveniments de navegació dels Jocs Olímpics de 2012. Durant les excavacions arqueològiques dutes a terme prèviament a la construcció de la ruta, es va produir la troballa d'una fossa que contenia els cossos esquarterats de 51 vikings en Ridgeway Hill.

## Ensenyament

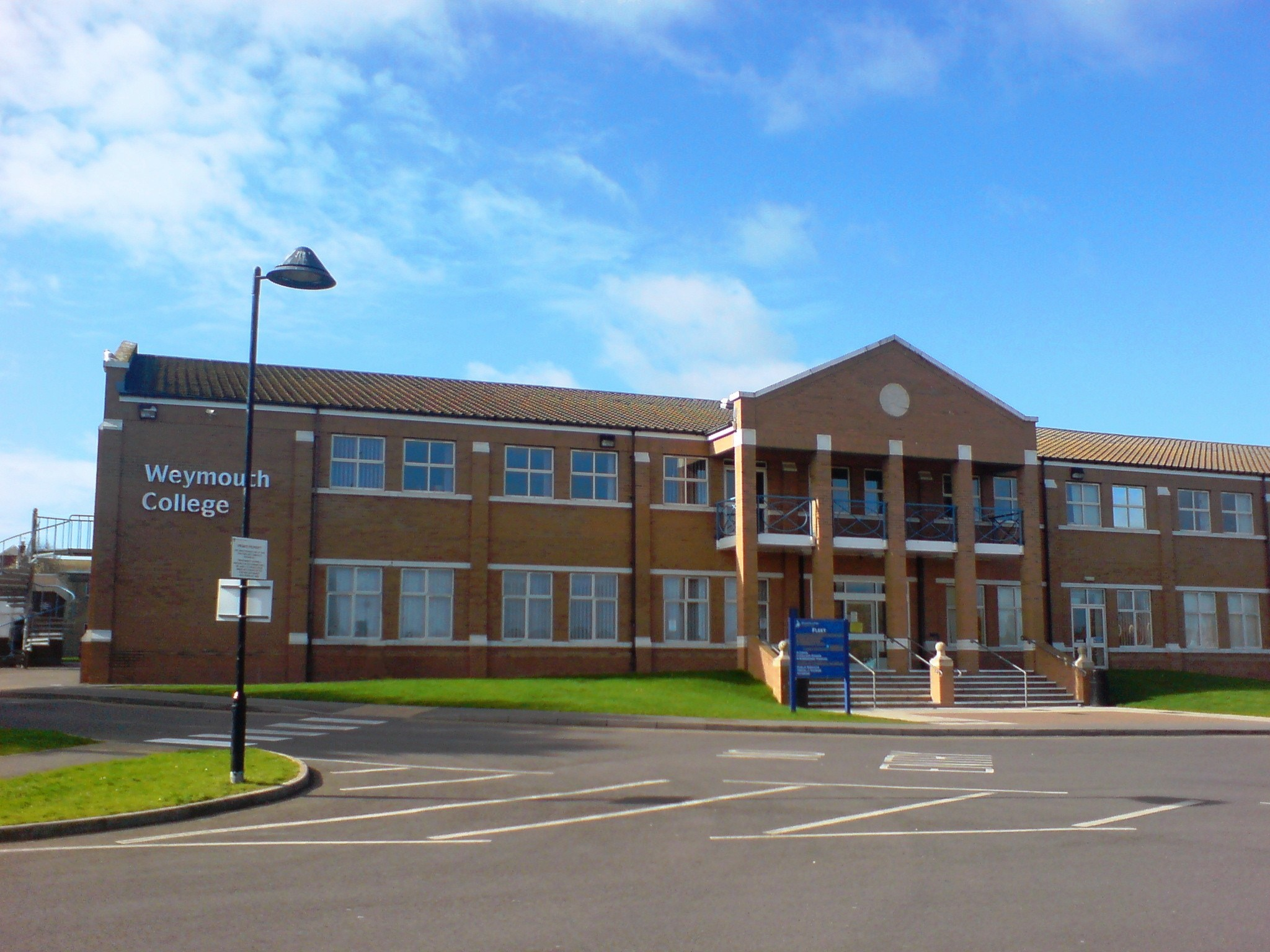
Weymouth College a Melcombe Regis.

L'Associació Educativa de Chesil opera al sud de Dorset, i inclou cinc escoles d'infants, quatre escoles junior, dotze primàries, quatre secundàries i dos especials. El 73,3% dels habitants de Weymouth té títols acadèmics, amb prou feines per sota de la mitjana general del comtat (73,8%). No obstant això, només el 8,8% dels residents té títols universitaris superiors, menys de la meitat de la mitjana general de Dorset (18,3%).
Existeixen tres escoles secundàries en Weymouth: l'Escola de Tots els Santos de l'Església d'Anglaterra, en Wyke Regis, el Col·legi Tecnològic Budmouth i l'Escola del Valle del Wey i Col·legi d'Esports, en Broadwey. La quarta escola secundària de l'Associació Educativa de Chesil és el Col·legi d'Arts Royal Manor a l'Illa de Pórtland. Tots els Santos té 921 alumnes, el Col·legi Tecnològic 1.560 i l'Escola del Valle del Wey 1.171. En 2006, el 31% dels estudiants de l'Escola del Valle del Wey i el 58% dels de Tots els Santos i del Col·legi Tecnològic van obtenir almenys cinc qualificacions entri A* i C en el Certificat General d'Educació Secundària.
El Col·legi Tecnològic explica a més amb un centre de sixth form en el qual estudiaven 296 alumnes en 2006. El Col·legi de Weymouth, en Melcombe Regis, és un col·legi d'educació superior amb al voltant de 7.500 estudiants procedents del sud-oest d'Anglaterra i de l'estranger, dels quals uns 1.500 es preparen per rendir un examen conegut com a Advanced Level. El 2006, els alumnes del Col·legi Tecnològic van obtenir una mitjana de 647,6 punts en el Sistema de Punts UCAS, i els del Col·legi de Weymouth, 614,1 punts. Alguns estudiants de secundària i de Advanced Level es traslladen a Dorchester per a anar a l'Escola Thomas Hardye. En 2007, el 79% dels estudiants d'aquesta escola va obtenir almenys cinc qualificacions entri A* i C en el Certificat General d'Educació Secundària, i el 78% dels resultats del Advanced Level es trobava entre l'A i la C.

## Esport i recreació

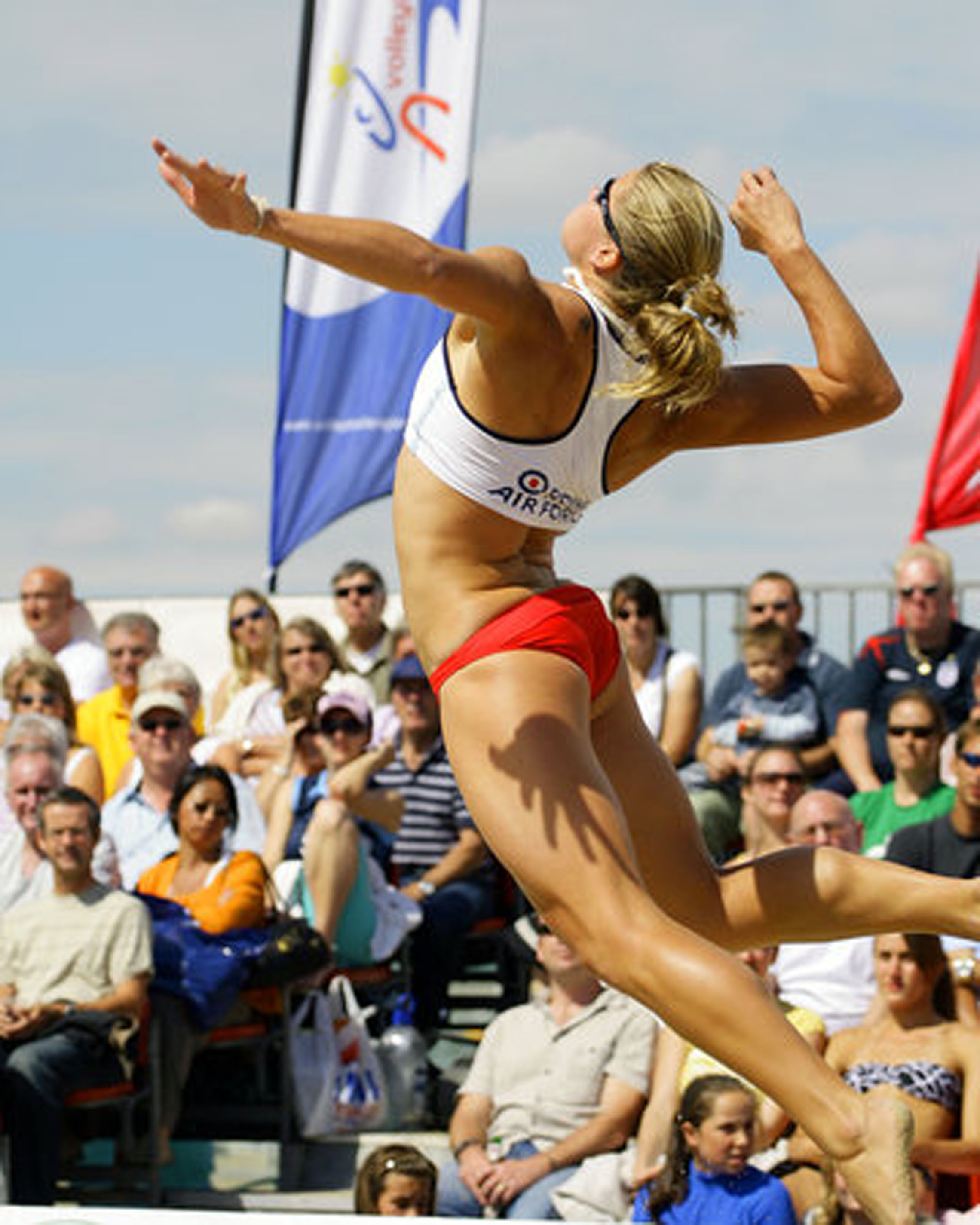
El volei platja és un joc clàssic a la platja de Weymouth.

En l'àmplia, poc profunda i sorrenca platja de Weymouth, els turistes solen nedar i bronzar durant la temporada alta, duent-s'hi a terme diversos esdeveniments de motocròs, voleibol i handbol al llarg de l'any, que inclouen campionats internacionals d'aquest darrer esport i el Clàssic de volei platja de Weymouth. El festival internacional d'estels té lloc al març i atreu fins a 40 mil espectadors d de tot el món a the Esplanade.
L'equip local de futbol, el Weymouth F.C., popularment conegut com The Terras, ha romàs fora de la Football League però, juntament amb altres equips que no són en la Lliga, esdevingué professional el 2005. Gaudeix d'un succés erràtic dins de la seva categoria, havent jugat dues vegades en la tercera ronda de la Copa d'Anglaterra, el campionat entre clubs de més alt nivell. A la fi de la temporada 2005-2006, l'equip es va consagrar campió de la Conference South (el sisè nivell del futbol anglès) i va poder accedir a competir en la Conference National (el cinquè nivell) per primera vegada des de 1989. L'assistència rècord en l'Estadi de Wessex va ser de sis mil persones en un partit contra el Nottingham Forest F.C. en la temporada 2005-2006 de la Copa d'Anglaterra.
En l'actualitat, l'Estadi de Wessex, situat fora de la ciutat, és l'estadi del Weymouth F.C., però fins a 1987 l'equip va jugar en un espai prop del centre, on ara es troba el supermercat ASDA. Pot dir-se que la translació de l'estadi a espais situats més enllà de l'àrea urbana va fer de predecessora per a una sèrie de translacions de la mateixa índole per part d'altres equips professionals; el nou estadi de l'equip local va ser el primer obert a Anglaterra en 32 anys. Les curses de speedway es van dur a terme en l'estadi des de 1954 fins a la seva reconstrucció; l'equip de Weymouth en aquest esport, el Weymouth Wildcats, va ressorgir en 2003 i va començar a competir en un nou circuit adjacent al segon estadi de The Terras. El 2005, es va proposar un projecte per a reconstruir l'Estadi de Wessex en una petita pista de golf, però, a desgrat que aquesta segona mudança es planificava per a agost de 2007, el projecte va ser cancel·lat abans que la construcció comencés.

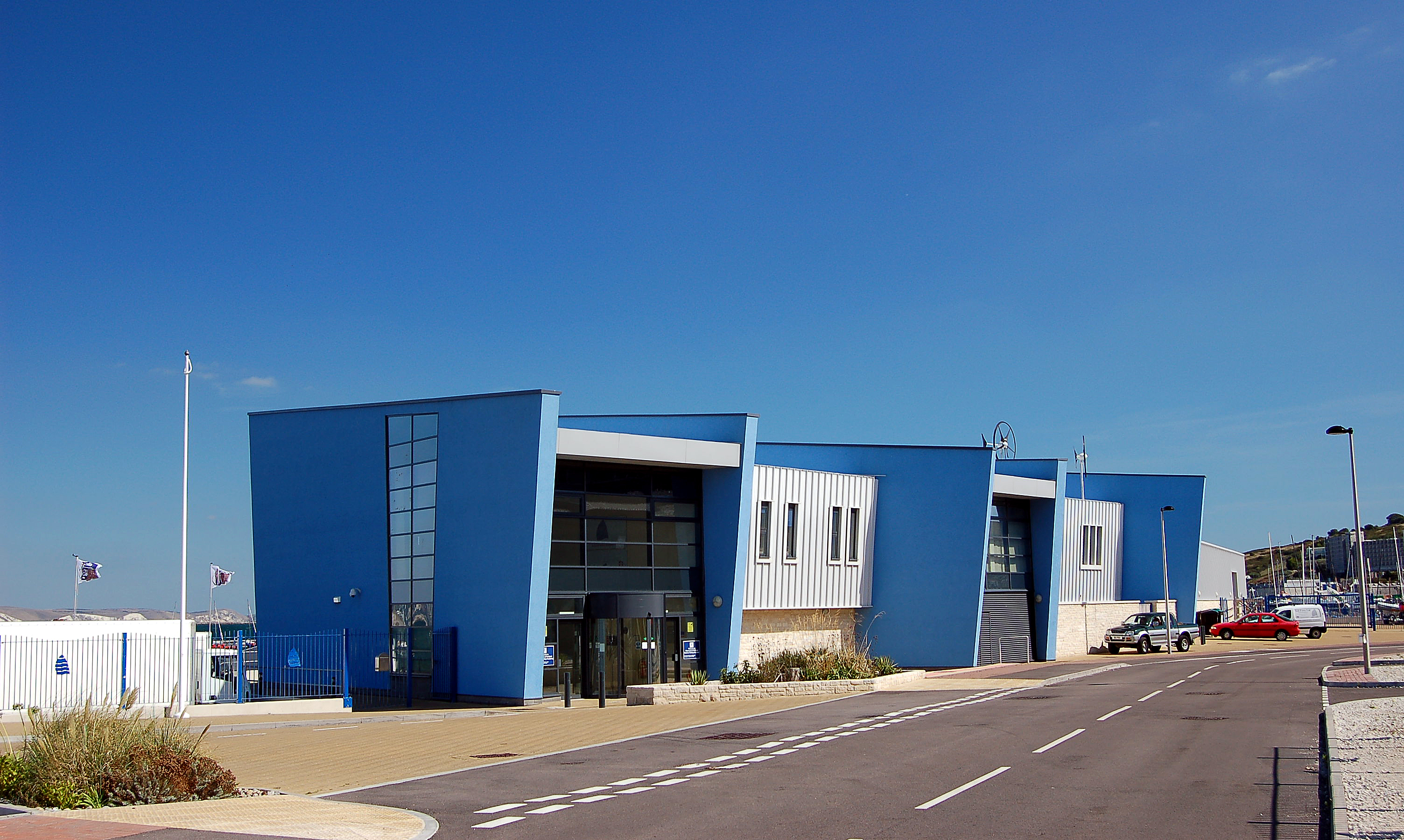
Edifici de l'Acadèmia Nacional de Navegació de Weymouth i Pòrtland.

Al sud de Weymouth, en el Port de Pòrtland, se situa l'Acadèmia Nacional de Navegació de Weymouth i Pórtland, que s'encarregarà dels esdeveniments pertinents a aquesta disciplina en els Jocs Olímpics i Paralímpics de 2012. La raó principal per la qual es va escollir l'Acadèmia per a aquesta tasca és que havia estat recentment edificada, de manera que no seria necessari invertir en la construcció d'instal·lacions noves. No obstant això, com a part dels plans de l'Agència de Desenvolupament Regional del Sud-oest d'Anglaterra per renovar Osprey Quay, es construirà un port esportiu amb 600 amarraderos i més serveis relacionats amb la navegació seran proveïts en el lloc. L'edificació de la infraestructura necessària estava prevista per entre octubre de 2007 i la fi de 2008, fent de Weymouth i Pòrtland en el primer lloc en el Regne Unit a acabar la construcció de les seves instal·lacions per als Jocs Olímpics.
La Real Associació de Navegació va manifestar que les aigües de Weymouth i Pòrtland eren les millors a Europa septentrional. El borough és seu regular d'esdeveniments locals, nacionals i internacionals de navegació, com el Campionat Mundial de J/24 en 2005, proves pels Jocs Olímpics d'Atenes 2004, el Campionat Mundial de la Federació Internacional de Vela en 2006, els campionats de l'Associació d'Esports de les Universitats Britàniques i els Campionats Nacionals per a Joves de la Real Associació de Navegació. En la badia de Weymouth solen practicar-se també altres esports: els vents constants afavoreixen la pràctica de windsurf i kitesurf. Les aigües protegides del Port de Pórtland i d'aquelles properes a Weymouth són regularment utilitzades per a la pesca amb canya, busseig en naufragis, snorkelling, piragüisme, jet ski, esquí aquàtic i natació.